# Andrea Camilleri
Andrea Calogero Camilleri (n. 6 septembrie 1925, Porto Empedocle, Sicilia, Regatul Italiei – d. 17 iulie 2019, Roma, Italia) a fost un  scenarist, regizor de teatru și televiziune și scriitor. Personajul cel mai de succes din romanele lui Camilleri este sicilianul Commissario Montalbano, numit astfel după scriitorul spaniol Manuel Vázquez Montalbán. Seria Commissario Montalbano a fost tradusă în mai multe limbi și l-a făcut pe Camilleri cunoscut pe plan internațional.

## Viața
În anul 1942 Camilleri a început să lucreze ca regizor de teatru și producător de radio si televiziune. El a introdus în Italia opere de August Strindberg, Samuel Beckett, Eugen Ionescu și T. S. Eliot.
El predă, cu o mică întrerupere, din anul 1958 până în 1970 la Centro Sperimentale di Cinematografia din Roma. Din 1977 până în 1997 a fost profesor la Accademia Nazionale d'Arte Drammatica „Silvio d'Amico”.
În anul 1978 apare primul său roman Il corso delle cose. Pentru multe dintre cărțile ulterioare, autorul primește premii precum Premio Gela, Premio Vittorini în 1980 și Premio Elsa Morante în 1999. În anul 1994 a apărut romanul La forma dell’acqua, primul roman din seria de succes Commissario Montalbano. Primește în anul 2012 primul său premiu, CWA International Dagger dat de Crime Writers’ Association (CWA) pentru Il campo del vasaio'.
Camilleri este căsătorit, are trei fiice și patru nepoți și trăiește în Roma.

## Opere

### Cărți
- I teatri stabili in Italia (1898-1918), Bologna, Cappelli, 1959.
- Il corso delle cose, Poggibonsi, Lalli, 1978.
- Un filo di fumo, Milano, Garzanti, 1980.
- La strage dimenticata, Palermo, Sellerio, 1984.
- La stagione della caccia, Palermo, Sellerio, 1992.
- La bolla di componenda, Palermo, Sellerio, 1993.
- Il birraio di Preston, Palermo, Sellerio, 1995. ISBN 88-389-1098-7.
- Il gioco della mosca, Palermo, Sellerio, 1995. ISBN 88-389-1193-2.
- La concessione del telefono, Palermo, Sellerio, 1995. ISBN 88-389-1344-7. (Premio Società dei Lettori, Lucca-Roma)
- La mossa del cavallo, Milano, Rizzoli, 1999. ISBN 88-17-86083-2.
- La scomparsa di Patò, Milano, A. Mondadori, 2000. ISBN 88-04-48412-8.
- Biografia del figlio cambiato, Milano, Rizzoli, 2000. ISBN 88-17-86612-1.
- Favole del tramonto, Roma, Edizioni dell'Altana, 2000. ISBN 88-86772-22-X.
- Racconti quotidiani, Pistoia, Libreria dell'Orso, 2001. ISBN 88-900411-4-5.
- Gocce di Sicilia, Roma, Edizioni dell'Altana, 2001. ISBN 88-86772-08-4. (racconti)
- Il re di Girgenti, Palermo, Sellerio, 2001. ISBN 88-389-1668-3.
- Le parole raccontate. Piccolo dizionario dei termini teatrali, Milano, Rizzoli, 2001. ISBN 88-17-86888-4.
- L'ombrello di Noè. Memorie e conversazioni sul teatro, Milano, Rizzoli, 2002. ISBN 88-17-87011-0.
- La linea della palma. Saverio Lodato fa raccontare Andrea Camilleri, Milano, Rizzoli, 2002. ISBN 88-17-87050-1.
- Le inchieste del commissario Collura, Pistoia, Libreria dell'Orso, 2002. ISBN 88-7415-002-4.
- La presa di Macallè, Palermo, Sellerio, 2003. ISBN 88-389-1896-1.
- Teatro, cu Giuseppe Dipasquale, Siracusa, Lombardi, 2003. ISBN 88-7260-130-4.
- Romanzi storici e civili, Milano, A. Mondadori, 2004. ISBN 88-04-51929-0.
- Privo di titolo, Palermo, Sellerio, 2005. ISBN 88-389-2030-3.
- Il medaglione, Milano, Oscar Mondadori, 2005. ISBN 88-04-55027-9.
- Il diavolo. Tentatore. Innamorato, ccu Jacques Cazotte, Roma, Donzelli, 2005. ISBN 88-7989-960-0.
- Troppi equivoci, in Crimini, Torino, Einaudi, 2005. ISBN 88-06-17576-9.
- La pensione Eva, Milano, Mondadori, 2006. ISBN 88-04-55434-7.
- Vi racconto Montalbano. Interviste, Roma, Datanews, 2006. ISBN 88-7981-302-1.
- Pagine scelte di Luigi Pirandello, Milano, BUR, 2007. ISBN 88-17-01488-5.
- Il colore del sole]], Milano, Mondadori, 2007. ISBN 978-88-04-56207-8.
- Le pecore e il pastore, Palermo, Sellerio, 2007. ISBN 88-389-2203-9.
- La novella di Antonello da Palermo. Una novella che non poté entrare nel Decamerone, Napoli, Guida, 2007. ISBN 978-88-6042-260-6.
- Voi non sapete. Gli amici, i nemici, la mafia, il mondo nei pizzini di Bernardo Provenzano, Milano, Mondadori, 2007. ISBN 978-88-04-57511-5.
- Maruzza Musumeci, Palermo, Sellerio, 2007. ISBN 88-389-2248-9.
- L'occhio e la memoria: Porto Empedocle 1950, cu Italo Insolera, Roma, Palombi, 2007. ISBN 978-88-6060-089-9.
- Il tailleur grigio, Milano, Mondadori, 2008. ISBN 978-88-04-57355-5.
- Il casellante]], Palermo, Sellerio, 2008. ISBN 88-389-2302-7.
- La Vucciria, Milano, Skira, 2008. ISBN 978-88-6130-515-1.
- La muerte de Amalia Sacerdote, traducere în limba spaniolă de Juan Carlos Gentile Vitale, Barcelona, RBA Libros, 2008. ISBN 978-84-986-7355-5. (II Premio Internacional de Novela Negra RBA 2008)
- La tripla vita di Michele Sparacino, Milano, Corriere della Sera, 2008; Milano, Rizzoli, 2009. ISBN 978-88-17-03161-5.
- Un sabato, con gli amici, Milano, Mondadori, 2009. ISBN 978-88-04-58613-5.
- Il sonaglio, Palermo, Sellerio, 2009. ISBN 88-389-2356-6.
- L'uomo è forte, în Articolo 1. Racconti sul lavoro, Palermo, Sellerio, 2009. ISBN 88-389-2384-1.
- Il cielo rubato. Dossier Renoir, Milano, Skira, 2009. ISBN 978-88-572-0200-6.
- La rizzagliata, Palermo, Sellerio, 2009. ISBN 88-389-2436-8. (original La muerte de Amalia Sacerdote)
- Un inverno italiano. Cronache con rabbia 2008-2009, cu Saverio Lodato, Milano, Chiarelettere, 2009. ISBN 978-88-6190-088-2.
- Un onorevole siciliano. Le interpellanze parlamentari di Leonardo Sciascia, Milano, Bompiani, 2009. ISBN 978-88-452-6351-4.
- Troppu trafficu ppi nenti, cu Giuseppe Dipasquale, Siracusa, Lombardi, 2009.
- Il nipote del Negus, Palermo, Sellerio, 2010. ISBN 88-389-2453-8.
- L'intermittenza, Milano, Mondadori, 2010. ISBN 978-88-04-59842-8.
- Di testa nostra. Cronache con rabbia 2009-2010, cu Saverio Lodato, Milano, Chiarelettere, 2010. ISBN 978-88-6190-119-3.
- La moneta di Akragas, Milano, Skira, 2010. ISBN 978-88-572-0741-4.
- Gran Circo Taddei e altre storie di Vigàta, Palermo, Sellerio, 2011. ISBN 88-389-2546-1.
- La setta degli angeli, Palermo, Sellerio, 2011. ISBN 88-389-2589-5.
- La targa, Milano, RCS Quotidiani, 2011.
- I fantasmi, Milano, Dieci dicembre, 2011.
- Il giudice Surra, în Giudici, Torino, Einaudi, 2011. ISBN 978-88-06-20597-3.
- Il diavolo, certamente, Milano, Mondadori, 2012. ISBN 978-88-04-61775-4.
- La Regina di Pomerania e altre storie di Vigàta, Palermo, Sellerio, 2012. ISBN 88-389-2641-7.
- Dentro il labirinto, Milano, Skira, 2012. ISBN 978-88-572-1228-9.
- Il tuttomio, Milano, Mondadori, 2013. ISBN 978-88-04-62455-4.
- La rivoluzione della luna]], Palermo, Sellerio, 2013. ISBN 88-389-3014-7.
- Come la penso. Alcune cose che ho dentro la testa, Milano, Chiarelettere, 2013. ISBN 978-88-6190-442-2.
- Magaria, Milano, Mondadori, 2013. ISBN 978-88-04-63202-3.
- La banda Sacco, Palermo, Sellerio, 2013. ISBN 88-389-3107-0.
- I racconti di Nené, Milano, Melampo, 2013. ISBN 978-88-89533-99-4.
- La creatura del desiderio, Milano, Skira, 2013. ISBN 978-88-572-2189-2.
- Inseguendo un'ombra, Palermo, Sellerio, 2014. ISBN 88-389-3169-0.
- Donne, Milano, Rizzoli, 2014. ISBN 978-88-17-07719-4.
- La relazione, Milano, Mondadori, 2014. ISBN 978-88-04-64954-0.
- Il quadro delle meraviglie. Scritti per teatro, radio, musica, cinema, Palermo, Sellerio, 2015 ISBN 88-389-3292-1.
- Le vichinghe volanti e altre storie d'amore a Vigàta, Palermo, Sellerio, 2015

### Seria Montalbano
- La forma dell'acqua, Palermo, Sellerio, 1994. ISBN 88-389-1017-0.
- Il cane di terracotta, Palermo, Sellerio, 1996. ISBN 88-389-1226-2. (Premiul literar Chianti)
- Il ladro di merendine, Palermo, Sellerio, 1996. ISBN 88-389-1319-6.
- La voce del violino, Palermo, Sellerio, 1997. ISBN 88-389-1405-2.
- Un mese con Montalbano, Milano, Mondadori, 1998. ISBN 88-04-44465-7.
- Gli arancini di Montalbano, Milano, Mondadori, 1999. ISBN 88-04-46972-2.
- Quindici giorni con Montalbano, a cura di Antonella Italia e Enrico Saravalle, Milano, A. Mondadori scuola, 1999. ISBN 88-247-1271-1.
- La gita a Tindari, Palermo, Sellerio, 1997. ISBN 88-389-1574-1.
- L'odore della notte, Palermo, Sellerio, 2001. ISBN 88-389-1729-9.
- La paura di Montalbano, Milano, Mondadori, 2002. ISBN 88-04-50694-6.
- Storie di Montalbano, a cura e con un saggio di Mauro Novelli, Milano, A. Mondadori, 2002. ISBN 88-04-50427-7.
- Il giro di boa, Palermo, Sellerio, 2001. ISBN 88-389-1860-0.
- La pazienza del ragno, Palermo, Sellerio, 2004. ISBN 88-389-1998-4.
- La prima indagine di Montalbano, Milano, Mondadori, 2004. ISBN 88-04-52983-0.
- La luna di carta, Palermo, Sellerio, 2005. ISBN 88-389-2054-0.
- La vampa d'agosto, Palermo, Sellerio, 2006. ISBN 88-389-2144-X.
- Le ali della sfinge, Palermo, Sellerio, 2006. ISBN 88-389-2161-X.
- La pista di sabbia, Palermo, Sellerio, 2007. ISBN 88-389-2216-0.
- Il campo del vasaio, Palermo, Sellerio, 2008. ISBN 88-389-2285-3.
- Il commissario Montalbano. Le prime indagini, Palermo, Sellerio, 2008. ISBN 88-389-2329-9. (La forma dell'acqua; Il cane di terracotta; Il ladro di merendine)
- L'età del dubbio]], Palermo, Sellerio, 2008. ISBN 88-389-2333-7.
- Racconti di Montalbano, Milano, Oscar Mondadori, 2008. ISBN 978-88-04-58272-4.
- La danza del gabbiano, Palermo, Sellerio, 2009. ISBN 88-389-2385-X. (Premiul literar Cesare Pavese)
- Ancora tre indagini per il commissario Montalbano]], Palermo, Sellerio, 2009. ISBN 88-389-2420-1. (La voce del violino; La gita a Tindari; L'odore della notte)
- La caccia al tesoro, Palermo, Sellerio, 2010. ISBN 88-389-2478-3.
- Acqua in bocca, cu Carlo Lucarelli, Roma, Minimum fax, 2010. ISBN 978-88-7521-278-0.
- Il sorriso di Angelica, Palermo, Sellerio, 2010. ISBN 88-389-2528-3.
- Il gioco degli specchi]], Palermo, Sellerio, 2010. ISBN 88-389-2563-1.
- Altri casi per il commissario Montalbano]], Palermo, Sellerio, 2011. ISBN 88-389-2599-2. (Il giro di boa; La pazienza del ragno; La luna di carta)
- Una lama di luce]], Palermo, Sellerio, 2012. ISBN 88-389-2705-7.
- Una voce di notte]], Palermo, Sellerio, 2012. ISBN 88-389-2762-6.
- Tre indagini a Vigàta, Palermo, Sellerio, 2012. ISBN 88-389-2773-1. (La vampa d'agosto; Le ali della sfinge; La pista di sabbia)
- Una cena speciale, în Capodanno in giallo, Palermo, Sellerio, 2012. ISBN 88-389-2816-9.
- Un covo di vipere, Palermo, Sellerio, 2013. ISBN 88-389-3053-8.
- Notte di Ferragosto, în Ferragosto in giallo, Palermo, Sellerio, 2013. ISBN 88-389-3074-0.
- La piramide di fango, Palermo, Sellerio, 2014. ISBN 88-389-3191-7.
- Morte in mare aperto e altre indagini del giovane Montalbano, Palermo, Sellerio, 2014. ISBN 88-389-3253-0.
- La giostra degli scambi, Palermo, Sellerio, 2015. ISBN 88-389-3344-8.
- Riccardino [14]

### Traduceri în limba română
- Sunetul viorii (București, Nemira, 2009, ISBN 978-606-8073-23-1; ediția a 2-a, București, Nemira, 2014, ISBN 978-606-579-883-0)
- Excursie la Tindari (București, Nemira, 2010, ISBN 978-606-579-027-8; ediția a 2-a, București, Nemira, 2014, ISBN 978-606-579-884-7)
- Câinele de teracotă (București, Nemira, 2010, ISBN 978-606-8134-99-4; editia a 2-a, București, Nemira, 2014, ISBN 978-606-579-881-6)
- Forma apei (București, Nemira, 2010, ISBN 978-606-8134-61-1; editia a 2-a, București, Nemira, 2015, ISBN 978-606-579-880-9)
- Hoțul de merinde (editia a 2-a, București, Nemira, Colecția Suspans, 2014, ISBN 978-606-579-882-3)
- Mireasma nopții (București, Nemira, 2015, ISBN 978-606-758-281-9)
- Rabdarea paianjenului (Bucuresti,Nemira, 2015)

#### E-book
- Sunetul viorii (București, Nemira, 2015, ISBN 978-606-758-286-4)
- Hoțul de merinde (București, Nemira, 2015, ISBN 978-606-758-284-0)